# Gina T
Gina T, pseudonyme de Gina Tielman, est une chanteuse néerlandaise (née le 24 octobre 1960 à Bussum) et connue pour son tube Tokyo by Night avec une réédition en 1990 en pleine vague Italo disco et Euro disco.

## Parcours
Cet artiste disco et pop a commencé sa carrière dans les années 1980. Le premier titre qui la fait connaître est une  ballade pop, In My Fantasy, diffusée en 1986. Quelques titres rencontrent ensuite un certain succès notamment "Tokyo By Night", mais aussi Tonight's So Cold (In My Room), Sail Over Seven Seas, Sayonara, You Really Got Me, Birds Of Paradise. Aux albums de studio, I Love To Love, You Really Got Me, The Window Of My Heart, Love Will Survive, s'ajoutent des compilations.
En 1998, Gina a épousé son producteur Helmut Scharer, membre du populaire duo allemand "Adam & Eva".

## Discographie

### Albums
- 1991 — You Really Got Me
- 1992 — The Window Of My Heart
- 2010 — I Love To Love
- 2011 — Love Will Survive

### Singles
- 1986 — In My Fantasy
- 1987 — Tokyo By Night

- 1989 — In My Fantasy (réédition)
- 1990 — Hey Angel
- 1990 — Tokyo By Night (réédition)
- 1991 — You Really Got Me
- 1991 — Tonight’s So Cold
- 1992 — Birds Of Paradise
- 1992 — In The Garden Of Broken Dreams
- 1993 — Wo Bist Du
- 1993 — Baby Blue
- 1995 — Stop In The Name Of Love
- 1999 — I Don’t Like Rainy Days
- 2005 — U Got What You Want
- 2008 — It Is Summer (Summer Summertime) (feat. Double-T)
- 2008 — Te Quiero — I Love You
- 2009 — Money For My Honey
- 2011 — Little Butterfly

### Compilations
- 1992 — The Best — I Love To Love You
- 1994 — The Hit Collection (2CD)
- 2005 — The Very Best Of — In My Fantasy